# Solitari unicolor
El solitari unicolor (Myadestes unicolor) és un ocell de la família dels túrdids (Turdidae).

## Hàbitat i distribució
Habita boscos i arbusts a les muntanyes des del sud de Mèxic, Guatemala, nord d'El Salvador i Hondures fins al nord de Nicaragua.